# Гонсало Яньес де Мендоса
Гонсало Яньес де Мендоса (исп. Gonzalo Yáñez de Mendoza; ок. 1297/1318, Алава — 1359) — испанский дворянин, 8-й сеньор де Мендоса.

## Биография
Сын Диего Уртадо де Мендосы (ум. после 1332 года), 7-го сеньора де Мендоса, и его жены Марии де Рохас. Его отец, Диего Уртадо де Мендоса, задокументирован 10 января 1331 года в арбитражном соглашении в Арриаге, а также 2 апреля 1332 года, когда он объявил себя вместе со своими сыновьями Гонсало Яньесом и Уртадо Диасом де Мендоса вассалами короля Кастлии Альфонсо XI. У Гонсало и Уртадо, вероятно, была сестра Тода Уртада де Мендоса, жена Диего Лопеса де Эстуньига.
Он был первым из сеньоров де Мендоса, поступившим на службу к Альфонсо XI, у которого он был главным егерем, 4 когда сеньоры Алавы объявили себя вассалами короля Кастилии в 1332 году. Он поселился в городе Гвадалахара, где держал должность регидора. С Гонсало начинается ветвь Ла-Алькаррия рода Мендоса.
Он участвовал в битве при Рио-Саладо в 1340 году против Маринидов и в осаде Альхесираса со своим тестем Ороско, во время которой король Альфонсо XI Кастильский умер от чумы.

## Брак и потомство
Он женился в 1340 году на Хуане де Ороско, сеньоре де Ита и Буитраго, сестре Иньиго Лопеса де Ороско, 5-го сеньора де Эскамилья, другого баскского эмигранта во времена Фернандо III, сыновей Диего Фернандеса де Ороско и Менсии Фернандес, дочери Хуана Фернандеса де Вальдеса и Тереза Ариас. Они были родителями:
- Педро Гонсалес де Мендоса, 9-й сеньор де Мендоса (ум. 14 августа 1385), согласно легенде, стал героем Алжубарроты, отдав своего коня королю Кастилии Хуану I.
- Фернандо Диас де Мендоса (ум. 14 августа 1385), также погиб в битве при Алжубарроте вместе со своим старшим братом. Он женился на Изабель Мендес де Сотомайор, сестре Луиса Мендеса де Сотомайора, 4-го сеньора де Карпио (1369—1395).
- Мария Гонсалес де Мендоса, жена Суэро Переса де Киньонеса, сеньора де Луна, погибшего в битве при Нахере в 1367 году. Родители Педро и Леонор Суарес де Киньонесов и Арес Перес де Киньонес.